# Myrmarachne corpuzrarosae
Myrmarachne corpuzrarosae là một loài nhện trong họ Salticidae.
Loài này thuộc chi Myrmarachne. Myrmarachne corpuzrarosae được Alberto Barrion miêu tả năm 1981.